# Ren Ruiping
Ren Ruiping (chinesisch 任瑞萍, Pinyin Rén Ruìpíng; * 1. Februar 1976 in Shandong) ist eine ehemalige chinesische Leichtathletin, die sich auf den Dreisprung spezialisiert hat.

## Sportliche Laufbahn
Erste internationale Erfahrungen sammelte Ren Ruiping vermutlich im Jahr 1993, als sie bei den Asienmeisterschaften in Manila den erstmals ausgetragenen Dreisprungbewerb mit einer Weite von 14,05 m gewann. Im Jahr darauf gewann sie bei den Juniorenweltmeisterschaften in Lissabon mit 14,36 m die Silbermedaille und wurde anschließend beim IAAF World Cup in London mit 13,84 m Dritte hinter der Russin Anna Birjukowa und Sheila Hudson aus den Vereinigten Staaten. 1995 gewann sie bei den Hallenweltmeisterschaften in Barcelona mit neuem U20-Weltrekord von 14,37 m die Bronzemedaille hinter der Russin Iolanda Tschen und Iwa Prandschewa aus Bulgarien, ehe sie bei den Asienmeisterschaften in Jakarta mit 13,99 m ihren Titel verteidigte. Zudem nahm sie an den Weltmeisterschaften in Göteborg teil und belegte dort mit 14,25 m den sechsten Platz. Im Jahr darauf qualifizierte sie sich erstmals für  die Olympischen Spiele in Atlanta, bei denen sie mit 14,30 m im Finale auf Rang sechs gelangte. 
1997 erreichte sie bei den Hallenweltmeisterschaften in Paris mit 13,85 m Rang elf und siegte anschließend bei den Ostasienspielen in Busan mit einer Weite von 14,47 m. Daraufhin schied sie bei den Weltmeisterschaften in Athen mit 14,06 m in der Qualifikation aus. Im selben Jahr stellte sie in Hiroshima mit 14,66 m einen neuen Asienrekord auf. Im Jahr darauf siegte sie bei den Asienmeisterschaften in Fukuoka mit neuem Spielerekord von 14,11 m und wurde anschließend beim IAAF World Cup in Johannesburg mit 14,04 m Vierte. Daraufhin nahm sie erstmals an den Asienspielen in Bangkok teil und siegte dort mit einem Sprung auf 14,27 m. 1999 brachte sie bei den Hallenweltmeisterschaften in Maebashi in der Qualifikation keinen gültigen Versuch zustande und verpasste anschließend auch bei den Weltmeisterschaften in Sevilla mit 13,90 m den Finaleinzug. 2000 startete sie erneut bei den Olympischen Spielen in Sydney, schied dort aber mit 13,16 m in der Qualifikation aus. 2001 siegte sie erneut bei den Ostasienspielen in Osaka mit einer Weite von 13,80 m. 2004 beendete sie schließlich im Alter von 28 Jahren ihre Karriere als Leichtathletin. 
1993 siegte sie bei den chinesischen Nationalspielen, und von 1994 bis 1997 sowie 1999 und 2000 wurde sie chinesische Meisterin im Dreisprung.

## Persönliche Bestleistungen
- Dreisprung: 14,66 m (+1,9 m/s), 29. April 1997 in Hiroshima
  - Halle: 14,37 m, 11. März 1995 in Barcelona (U20-Weltrekord)